# Орган (оружие)
Орга́н — многоствольное артиллерийское орудие, применявшееся в войсках (армиях) различных государств, в XVI — начале XVII века, прообраз позднейших картечниц, митральез, пулемётов и скорострельных орудий. 
В России (на Руси) такие огнестрельные орудия назывались пищали сороковые — сороками или пищальной батареей.

## История
В военном деле для повышения ударной силы и огневой мощи формирований, а позднее вооружения и военной техники применяли увеличение количества личного состава формирования (больше стрелков) или создание новых типов и видов вооружений. Так в стрелковом деле и артиллерии были реализованы различные конструкции многоствольных орудий (многоствольная компоновка: двустволка, спаренная, строенная, счетверённая  и так далее), и одним из них стала «Сорока» (пищаль сороковая).
А название «орган» произошло от сходства его внешнего вида с одноимённым духовым музыкальным инструментом (орган). Орган имел от трёх (строенная установка) до 24 стволов (а иногда и более), скреплённых в несколько рядов. Заряжались все стволы по очереди. Затравки стволов в каждом ряду соединялись общим жёлобом, что позволяло делать одновременный или последовательный залп. Существовали и другие конструкции органов: крестообразный или с вращением на вертикальной оси.
В зависимости от калибра стволов органы были стационарными или подвижными полевыми на колёсном лафете. Полевые органы имели калибр два — три сантиметра, стационарные до 9 сантиметров.
Средневековые артиллеристы в основном полагались на количество стреляющих стволов, тем более что при залпах в упор посредственные баллистические характеристики орга́нов не играли существенной роли. Использование многоствольных пушек именно в такой тактической роли принесло армии города Гента победу в сражении при Беверхаутсвелде (анг.) 3 мая 1382 года. Помимо этого, рекомендовалось при помощи орга́нов оборонять крепостные ворота и град-обозы (вагенбурги).
С изобретением картечи органы перестали использоваться в качестве артиллерии, поскольку точный прицельный огонь из них вести было практически невозможно, а перезарядка занимала достаточно много времени (все стволы заряжались отдельно, по очереди).

## В популярной культуре

### В фильмах и телепередачах
- В фильме «Пан Володыёвский» во второй серии показано, как при обороне Каменца-Подольского в 1672 году начальник артиллерии поляков Кетлинг расстреливает атакующих турок из орга́нов.
- В историко-приключенческом фильме «Путешествие чести» (в рос. прокате «Сёгун Маэда», 1991) главные герои во главе с японским самураем демонстрируют преследующим их алжирским пиратам нач. XVII в. замаскированный орган, установленный в лодке.
- Для телепередачи «Военная приёмка» реконструкторы изготовили опытный образец сороки и произвели выстрел.

### В компьютерных и настольных играх
- Орудие Helblaster в настольной игре Warhammer Fantasy Battles.[3]
- Орудие Exorcist в настольной игре Warhammer 40,000
- Орудие «Адский орга́н» в компьютерной игре Ballerburg от Ascaron Entertainment.[4]
- В Age of Empires III у Португалии есть оружие «Органная пушка».
- В Medieval 2: Total War у некоторых европейских фракций присутствует девятиствольное «Органное орудие». Ракеты, используемые монголами и тимуридами в этой игре, крайне похожи на органы.
- В Assassin’s Creed: Brotherhood Эцио использует орган, сконструированный Леонардо Да Винчи и установленный на широком плоту, чтобы уничтожить флот Чезаре Борджиа.
- Многоствольная пушка в игре Казаки: Европейские войны и последующих играх серии встречается после улучшений в академии у всех Европейских Наций. Уничтожает любые юниты без доспехов. В отличие от реальности неоправданно мощна.
- В Empire: Total War у Османской Империи присутствует орудие «Орган».
- Предположительно, именно орган под названием «Многоствольная пушка» используется немецкими фракциями в компьютерной игре Castle Strike.

## Сражения, в которых использовался «Орган»
- Сражение при Алжубарроте
- Сражение при Кастаньяро
- Битва на Беверхутсвельде
- Сражение при Розебеке